# معبد المتاعية
يقع معبد المتاعية في قرية المتاعية التابعة لمحافظة درعا في سوريا ويتألف من عدة أقسام، أهمها الفتحة السماوية المربعة التي تتقدم المعبد، إذ تبلغ أطوالها 10×10 م وفي طرفها الغربي بئر ماء له غطاء حجري مثقوب محلزن، كذلك درج في مواجهة الهيكل مؤلف من سبعة درجات تعلوه عتبة مبلطة أمام البناء عرضها 2.5 م.

## هيكل المعبد
هيكل المعبد هو بشكل المستطيل، تبلغ أطواله 10×8 م وارتفاعه 8 م يتقدم واجهة الهيكل ثلاثة مداخل الوسطى فيها كبيرة ومحلاة بإطار يحمل نقوشًا لكرات وعناقيد وعليه حنت يحمل صورًا لرؤوس بشرية، وفي الداخل يحوي الهيكل درجًا داخليًا وهو عبارة عن برج يكشف كل المنطقة المحيطة.

## أساطير
ومن الأقاصيص المحلية للقرية تدور عدة أساطير عن هذا المعبد، منها النسرين المنحوتين على مدخلي الدرج، حيث تقول الأسطورة إنه في حال وضع رجل صالح خالٍ من الآثام يده على أحدهما، فتح له بئر من الذهب ينهل منه قدر ما يشاء.
وقد عيد بناء أجزاء من المعبد على ايدي سكان محليين خلا القرنيين الماضيين ومنها الواجهة الامامية والتي ادخلو إليها احجارا
ليست من المعبد اصلا ومنها الحنت الموجود فوق الباب الكبير في واجهة المعبد وقد قامو بتخريب معظم النقوش على الأبواب منها خوفا من السحر ومنها كانت تصور نساء عاريات
كما انهم اخذو الحجارة والاعمدة التي كانت تشكل مدخلا للمعبد يبلغ طوله أربعين مترا تقريبا كانا مرصوفا وذا أعمدة على الاطراف
وغرفا صغيرة كانت على شكل سوق صغير
وهدمو كنيسة بيزنطية كانت إلى الشمال من المعبد وازالو حجارتها كاملة وماتزال اثار أساساتها موجودة
وفي القرية القديمة هناك معالم لاتقل بأهميتها عن المعبد
مثل القصر الكبير الذي لم يتبقَ منه الا المدخل ولو كان موجودا لكان أهم من المعبد وعلى ماتبقى من المدخل هناك حنت منقوش عليه نجمة سداسية وبجانبها تاج روماني كما تحوي هذه القرية مجموعة كبيرة من المقابر إذ تنتشر في كل بقعة في أرضها
وهي متنوعة فمنها كنعانية وبيزنطية ورومانية ومن العهد الصليبي واقلها الإسلامية 
إنها تضم في طياتها حضارات وتارخ كبير
وقد عانت من لصوص الآثار وفقدت جزءا كبيرا من ميراثها القديم ولو جمعت الآثار لفتتح بها متحف ضخم.

## ترميمات
المعبد شهد عمليات ترميم على مدار السنوات الماضية وذلك من قبل دائرة الآثار والبعثات الآثارية السورية والأجنبية والخبير وعالم الآثار الدكتور ابن الكفري.